# 蚵仔煎

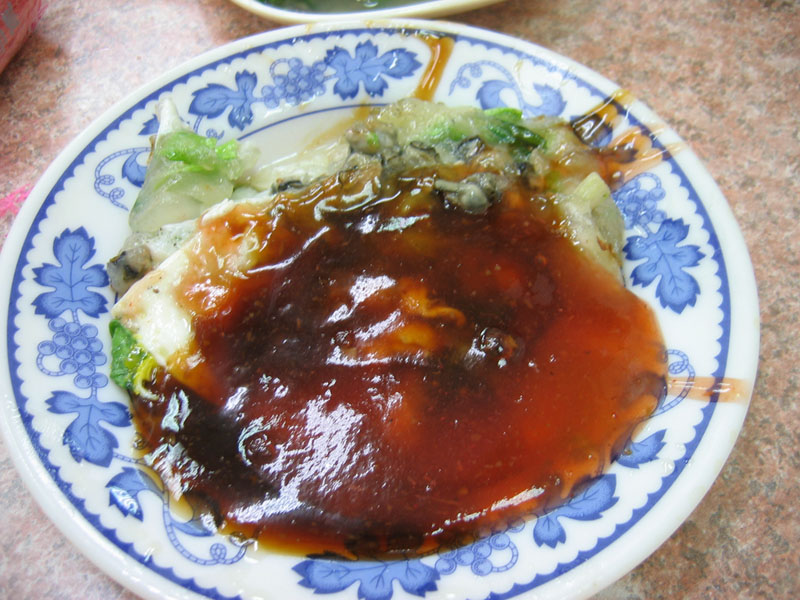
台湾鹿港鎮の蚵仔煎

蚵仔煎（オアチエン、オアゼン、Ô-á-tsian）は、台湾と中国の福建省の代表的な屋台料理の一つで、マガキ入りのオムレツである。

## 名称

### 台湾語・中国語
台湾語では、「蚵仔煎」という漢字で表記されているが、オアチエン（ô-á-chian）と読む。
中国語では、クーツャイジエン（kēzǎi jiān）と読む。

### 英語・日本語
英語圏では、漢字が無いため、その制作方法から「カキ入りのオムレツ（Oyster omelette）」と称するが、実は澱粉が主材料の粉物料理の一種であり、欧米のオムレツと全然違う。また、鶏卵の量は蚵仔煎一人分あたり一個が普通であり、オムレツより日本のお好み焼きやもんじゃ焼きに似ている。
日本語では、本稿の「蚵仔煎」以外、英語から翻訳された「牡蠣オムレツ」と表記されることも多い。

## 特徴
一般に福建と台湾では、平たい鉄板の上で油(ラードを使用するのが一般的である)を（香味に刻みニンニクを油に加えることもある）熱した後、小粒のカキを炒め、白菜または春菊（他にネギやニラや水菜など、青菜なら何でもよい。もやしを加えることもある）を加えた後、水で溶いたサツマイモの澱粉(片栗粉)生地と卵で綴じ、(澱粉液を流し込んでから卵液をかける、または卵は隣で別に焼いて、焼いた澱粉生地をひっくり返して合わせる、という手順もある。生地と卵を完全には混ぜない点が特徴である）、コテで一人分ずつに切り分け、ひっくり返して反対の面を焼いて、上から甘辛いたれ（オイスターソース、スイートチリソース（甜辣醬）、豆板醤、ケチャップ、魚醤、醤油膏（とろみ醤油）、などを合わせたもの）をたっぷりとかける（塗る）。

## 画像

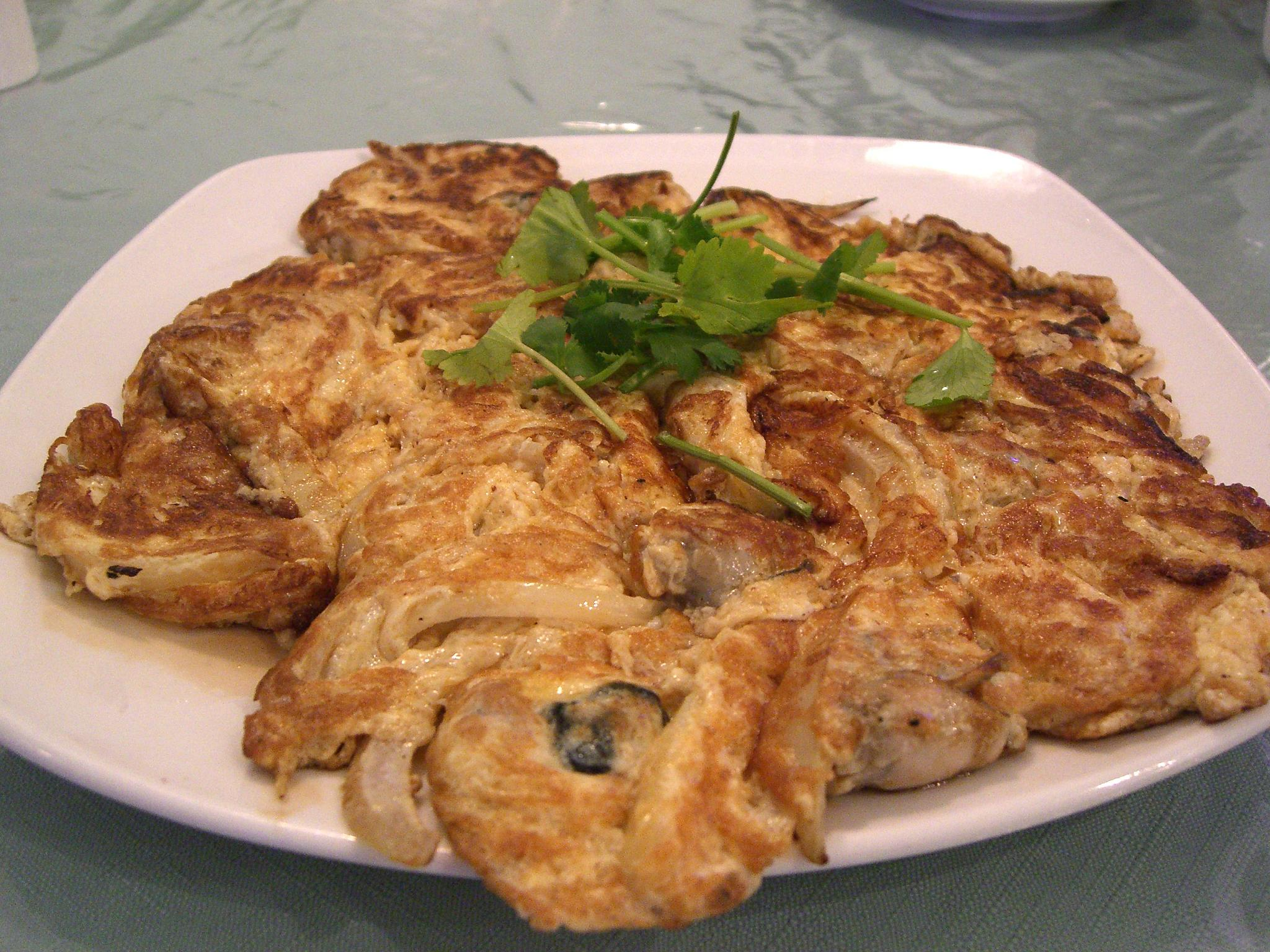
中国泉州の蚵仔煎
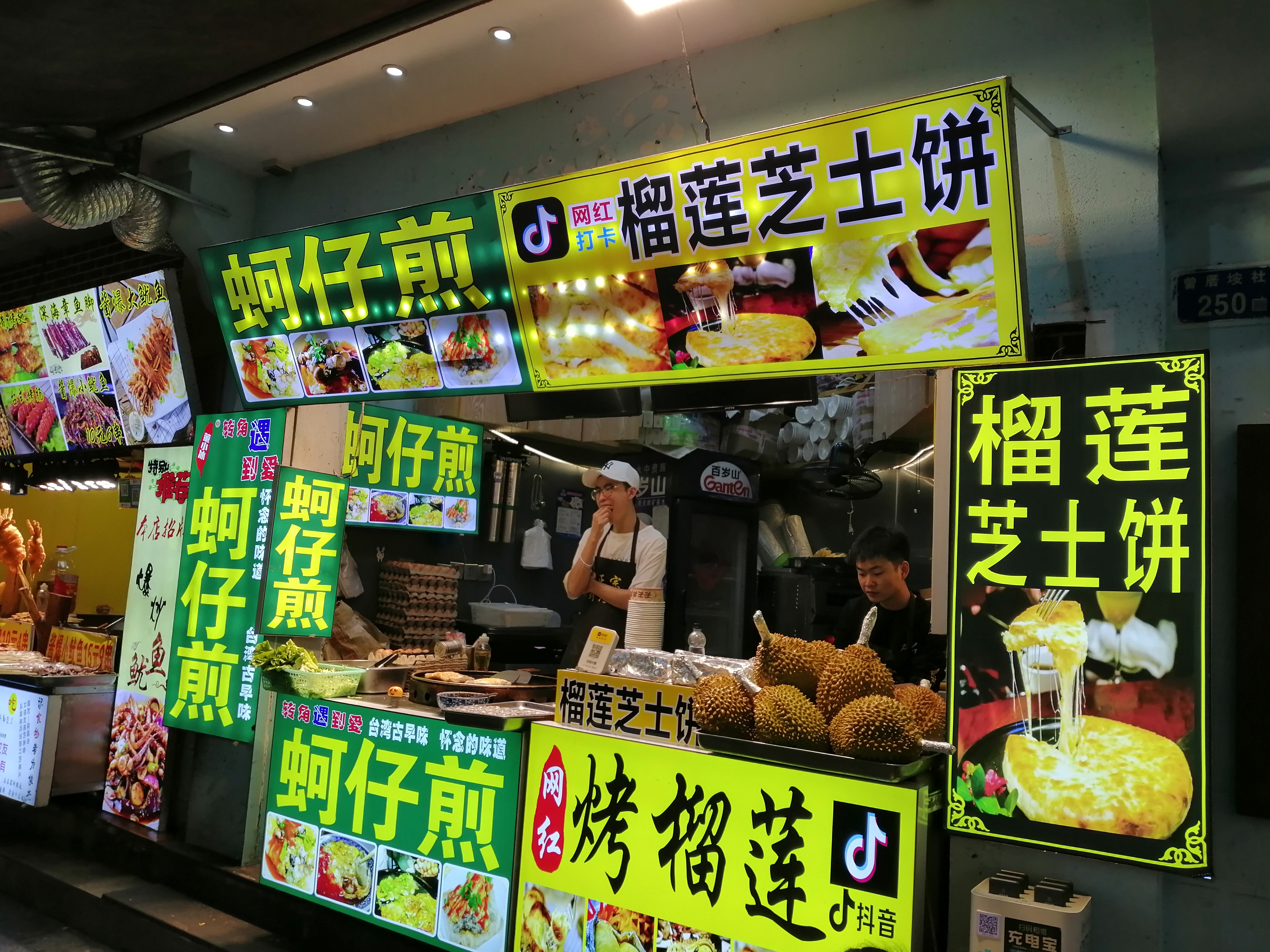
中国厦門の蚵仔煎
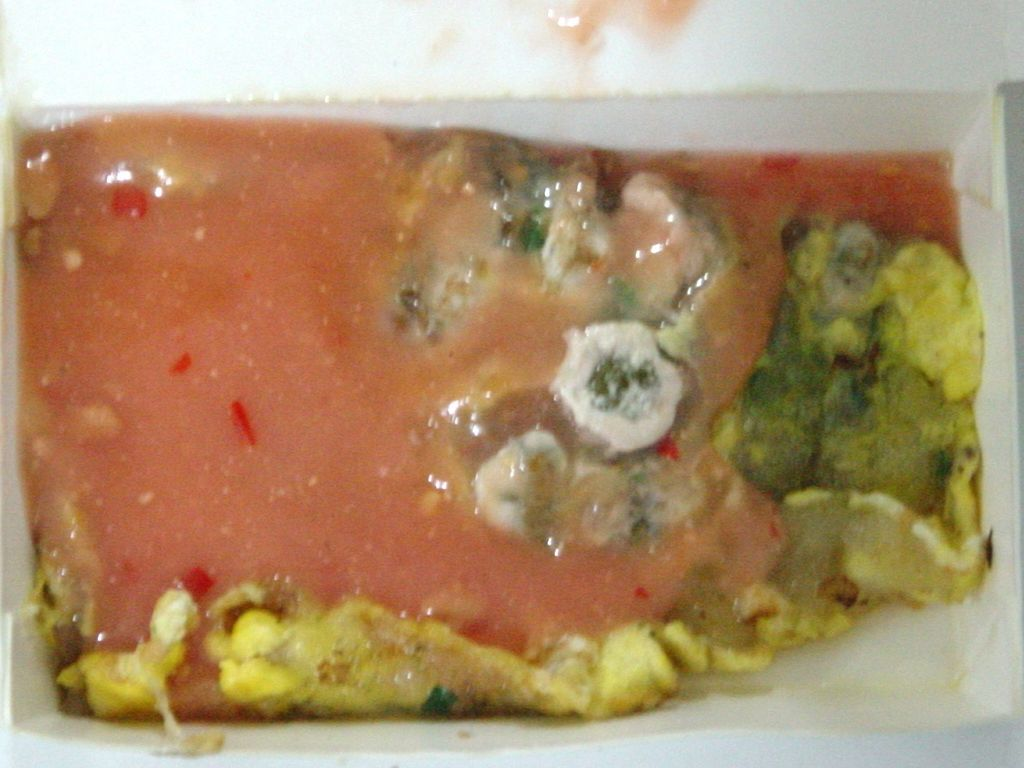
台湾板橋の蚵仔煎
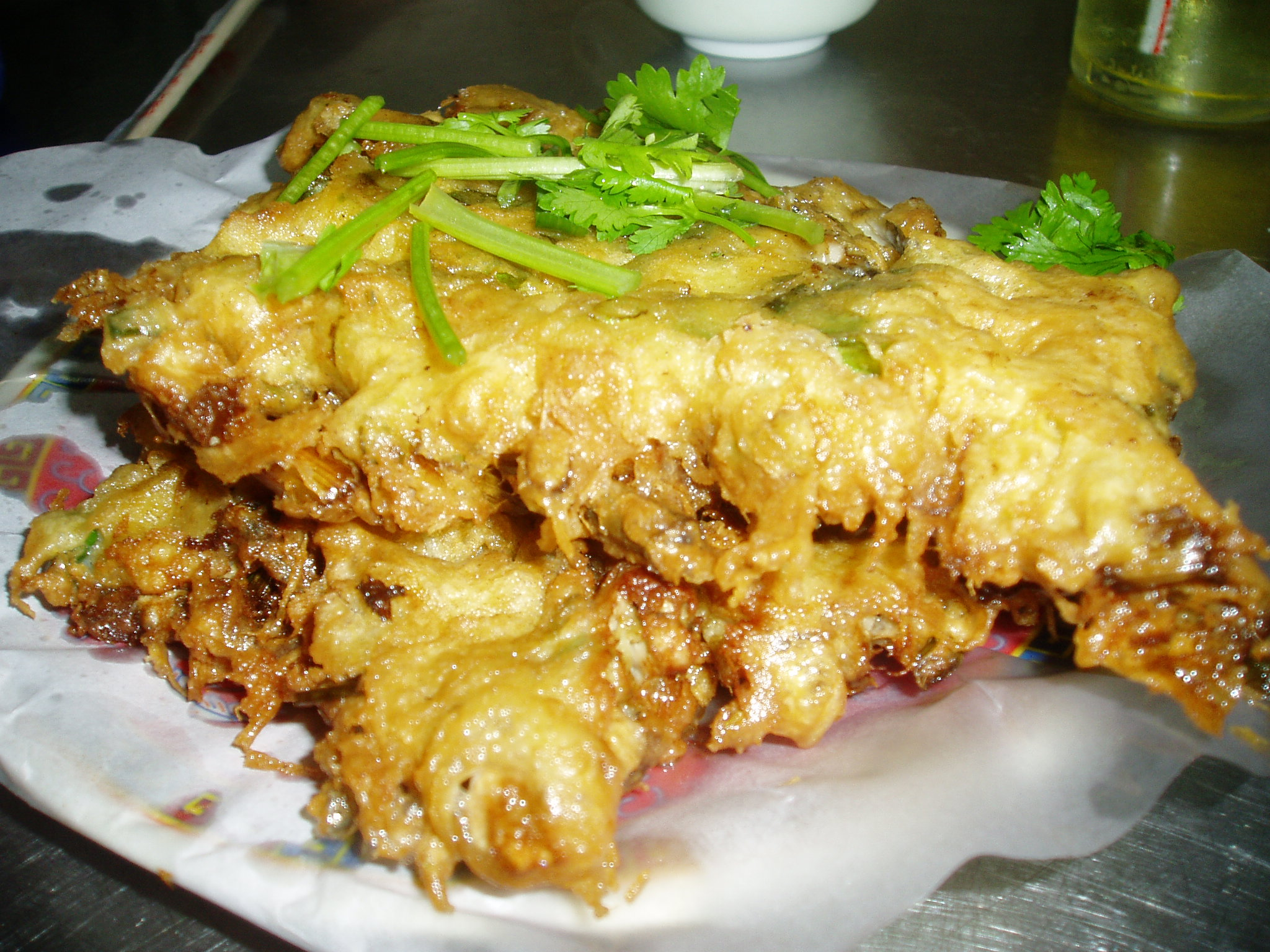
香港の蚵仔煎
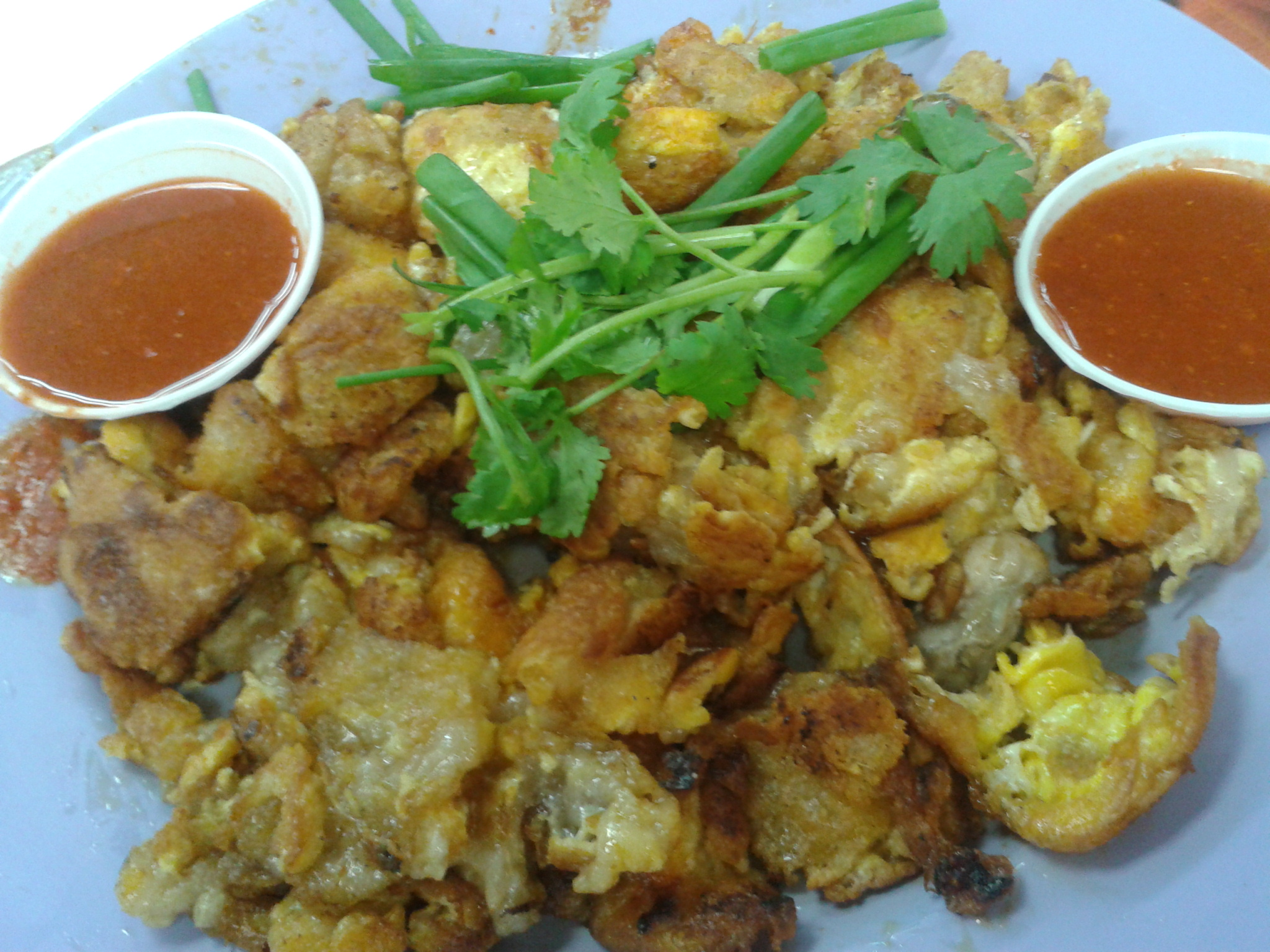
シンガポールの蚵仔煎
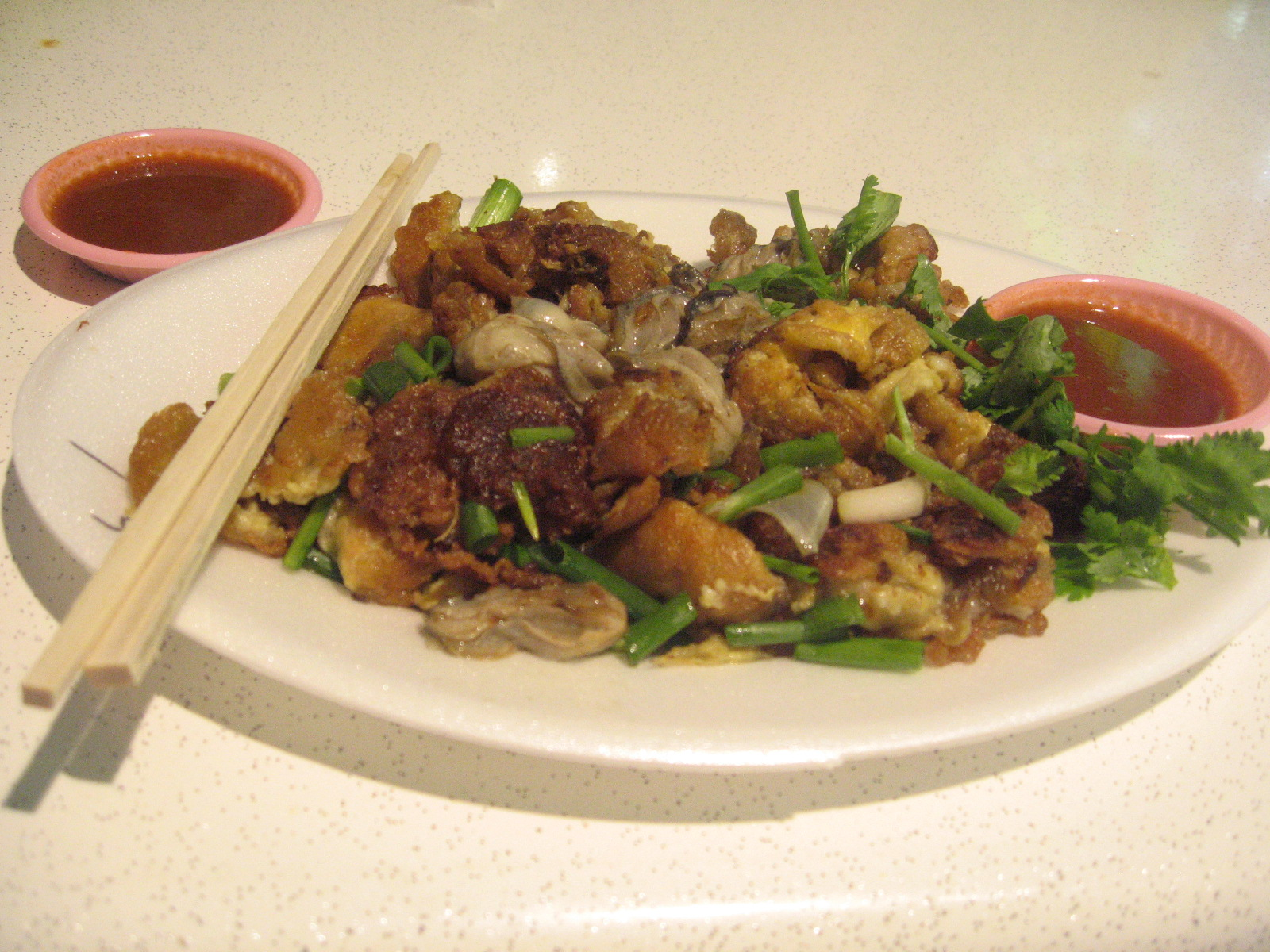
シンガポールの蚵仔煎
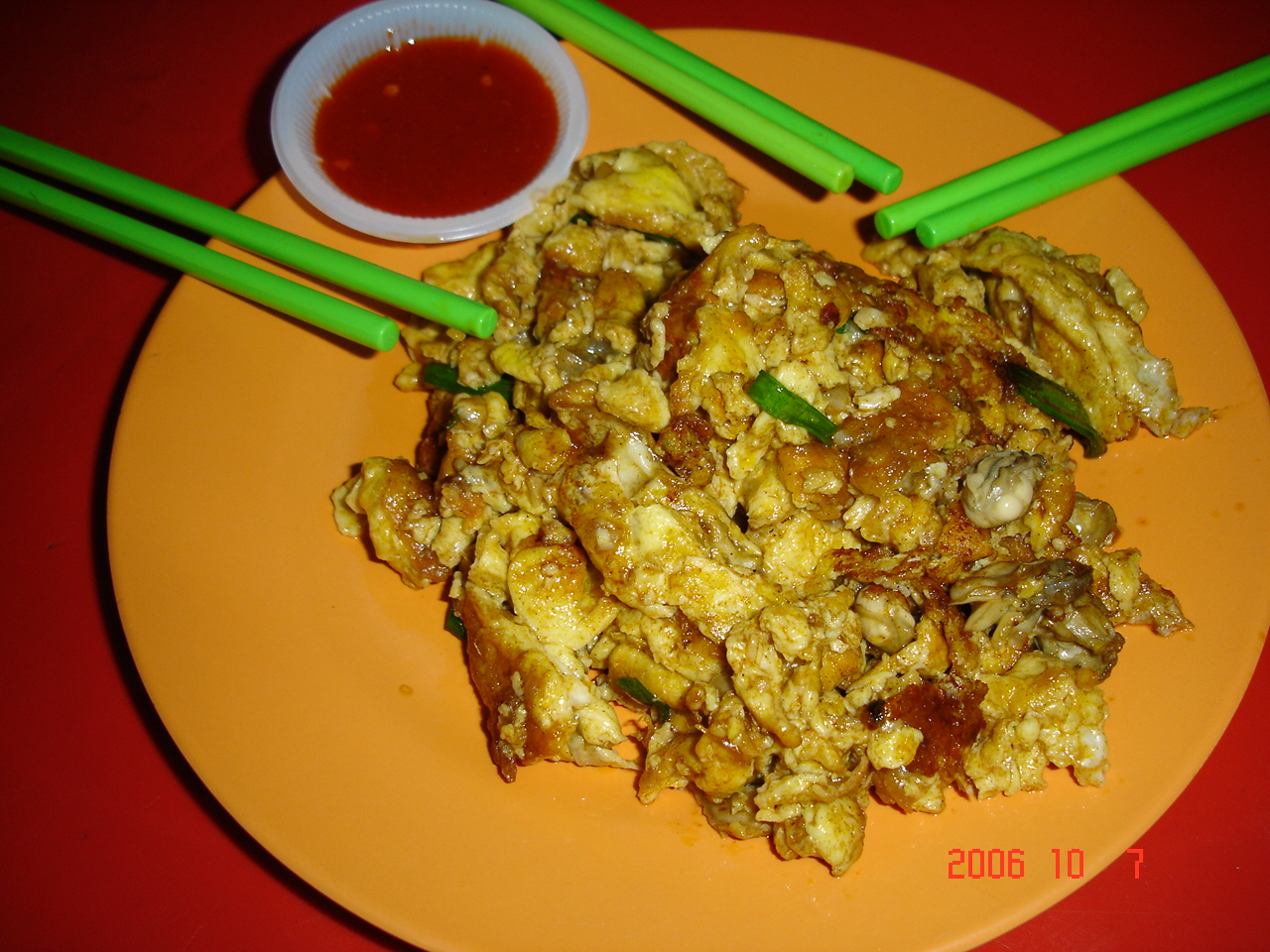
マレーシアの蚵仔煎

## 類似の料理
香港では煎蠔餅 (粤拼: zin1 ho4 beng2)、蠔仔餅 (粤拼: ho4 zai2 beng2) または蠔烙といい、野菜は葱や香菜が使われ、魚醤や更にニンニク唐辛子などの入ったたれとともに提供される。
起源は広東省潮汕地区で、潮州料理の影響を受けている広東、香港、タイ、マレーシア、シンガポールなどで見られる。シンガポールやマレーシアでは蚝煎または蚝爽といい、タイにはオースワン (ออส่วน) という。またホイトート (หอยทอด) は揚げ物の要素が強い食感の異なる料理である。
カキではなくエビを入れたものは蝦仁煎と呼ばれる。